# Plectiscus oeklandi
Plectiscus oeklandi är en stekelart som först beskrevs av Per Abraham Roman 1924.  Plectiscus oeklandi ingår i släktet Plectiscus och familjen brokparasitsteklar. Inga underarter finns listade i Catalogue of Life.